# Golfo de Corryvreckan

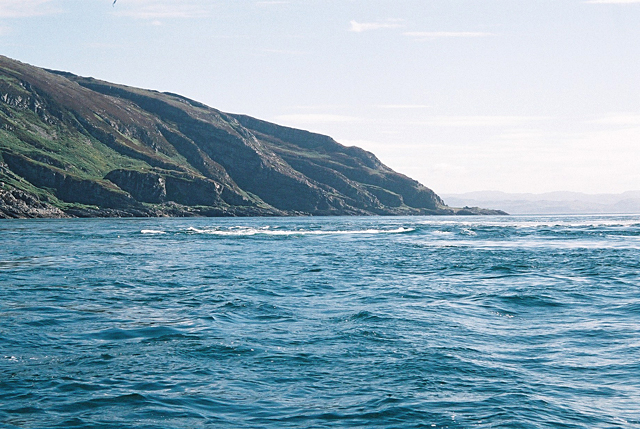
El remolino Corryvreckan.

El golfo de Corryvreckan (en inglés: Gulf of Corryvreckan; del gaélico Coirebhreacain cuyo significado es «caldero de los mares moteados» o «caldero de los cuadros escoceses»), también llamado estrecho de Corryvreckan, es un angosto estrecho marino localizado en la costa noroeste de Escocia, entre las islas de Jura y Scarba, en el condado de Argyll y Bute.

## Topografía
Las fuertes corrientes oceánicas del Atlántico y la inusual topografía submarina de la zona producen intensas corrientes marinas o corrientes de marea en el canal de Corryvreckan. El flujo de agua se introduce debido a las mareas a través del angosto pasaje que separa las islas de Jura y Scarba a una velocidad cercana a 8,5 nudos, es decir, unos 16 km/h. Debido a las peculiares características del fondo marino, entre ellas una profunda depresión y una elevación con forma de pináculo, son cómunes los remolinos, las ondas estacionarias y una larga variedad de efectos de superficie.
El Corryvreckan es el tercer remolino más grande del mundo. Se encuentra situado en la parte norte del golfo rodeando una elevación basáltica con forma piramidal y cima redondeanda que se erige desde una profundidad de 70 m hasta los 29 m. Las mareas y el flujo de agua desde Lorne hacia el oeste pueden llegar a crear olas de 9 m en el remolino. El sonido del remolino resultante se puede escuchar a una distancia de 16 km.
El Corryvreckan fue declarado innavegable por el Almirantazgo Británico y aunque hoy no está declarado como tal, aún se lo describe como «muy violento y peligroso» (very violent and dangerous) y se aconseja no intentar cruzarlo sin el apropiado conocimiento de la zona. En cualquier caso, todavía hay quien se atreve a navegarlo o a atravesarlo a nado. 
Experimentados equipos de buceadores escoceses han investigado la zona en años recientes; observando en el transcurso de las inmersiones un inusual ecosistema marino.
El área esta actualmente reconocida como Zona de Especial Conservación. Ejemplares de ballena enana y marsopa nadan en las aguas del golfo y sólo las plantas con gran capacidad de recuperación y elasticidad y el coral son capaces de prosperar en ese entorno.

## Mitología
Según la mitología escocesa, la diosa del invierno, Cailleach Bheur, utiliza las aguas del golfo para limpiar su gran manta. A medida que el invierno se acerca, ella utiliza el golfo como su tina de lavar y se dice que el rugido de la tempestad puede escucharse a 32 km de distancia y durar hasta 3 días. Cuando termina su baño la manta queda de un blanco inmaculado y se convierte en la nieve que cubre la tierra. Existe otra leyenda en torno al rey nórdico Breachan. En muchas historias, Breachan amarra el bote cerca del remolino para impresionar a una princesa local o para huir de su padre a través del golfo. En las dos historias Breachan en arrastrado por el remolino y su cuerpo es transportado por su perro hasta la costa.